# Шамбеф (Златна обала)
Шамбеф (фр. Chamboeuf) насеље је и општина у источном делу централне Француске у региону Бургоња, у департману Златна обала која припада префектури Дижон.
По подацима из 2011. године у општини је живело 337 становника, а густина насељености је износила 29,96 становника/km². Општина се простире на површини од 11,25 km². Налази се на средњој надморској висини од 425 метара (максималној 551 m, а минималној 360 m).

## Демографија
| 1962. | 1968. | 1975. | 1982. | 1990. | 1999. | 2011. |
| ----- | ----- | ----- | ----- | ----- | ----- | ----- |
| 88    | 119   | 120   | 201   | 268   | 268   | 337   |

График промене броја становника у току последњих година